# Horqin Zuoyi Zhongqi
Horqin Zuoyi Zhongqi (lewa środkowa chorągiew Horqin; chiń. 科尔沁左翼中旗; pinyin: Kē’ěrqìn Zuǒyì Zhōng Qí) – chorągiew w północno-wschodnich Chinach, w regionie autonomicznym Mongolia Wewnętrzna, w prefekturze miejskiej Tongliao. W 1999 roku liczyła 554 693 mieszkańców.